# Festival du cinéma russe à Honfleur 2018
Le Festival du cinéma russe à Honfleur 2018, 26e édition du festival, s'est déroulé du 20 au 25 novembre 2018.

## Déroulement et faits marquants
En octobre 2018, est dévoilée la composition du jury entièrement féminin.
Le 24 novembre 2018, le palmarès est dévoilé. Le film L'homme qui a surpris tout le monde de Natalia Merkoulova et Alexeï Tchoupov remporte le prix du meilleur film alors que Natalia Koudriachova et Evgueni Tsiganov remportent les prix d'interprétation pour ce même film. Le prix du meilleur scénario est remis à Jump d'Ivan Tverdovski, le prix du meilleur premier film au film Les Rivières profondes de Vladimir Bitokov et le prix du public au film Le Sang d'Artem Temnikov.

## Jury
- Gabrielle Lazure (présidente du jury), actrice, réalisatrice
- Sylvie Braibant, journaliste
- Dinara Droukarova, actrice, réalisatrice
- Sylvie Verheyde, réalisatrice, scénariste, actrice
- Sandrine Veysset, réalisatrice, scénariste, productrice

## Sélection

### En compétition
- L'Ange a une angine (У ангела ангина) d'Oxana Karas
- La Guerre d'Anna (Война Анны) d'Alekseï Fedortchenko
- L'homme qui a surpris tout le monde (Человек, который удивил всех) de Natalia Merkoulova et Alexeï Tchoupov
- Jump (Подбросы) d'Ivan Tverdovski
- Les Rivières profondes (Глубокие реки) de Vladimir Bitokov
- Le Sang (Кровь) d'Artem Temnikov
- Spitak (Спитак) d'Alexandre Kott

### Film d'ouverture
- La Vie éternelle d'Alexandre Kristoforov (Вечная жизнь Александра Христофорова) d'Evgueni Cheliakine

### Les réalisatrices du festival
- L'Argilière (Не чужие) de Vera Glagoleva
- Les Hirondelles mortes (Мертвые ласточки) de Natalia Perchina
- Histoire d'une nomination (История одного назначения) d'Avdotia Smirnova
- Ma branche toute fine (Моя веточка тоненькая) de Dinara Droukarova
- Personne, nulle part, jamais (Никто, Нигде, Никогда) de Marina Sark
- Tchistopol (Чистополь. Из жизни малого города) de Galina Dolmatovskaya
- VovaNina (ВоваНина) de Natalia Nazarova

### Panorama
- Le Brouillon (Черновик) de Sergueï Mokritski
- Eh bien bonjour Oxana Sokolova (Ну, здравствуй, Оксана Соколова!) de Kirill Vasiliev
- Je maigris (Я худею) d'Alexei Noujny
- Selfie (Селфи) de Nikolay Khomeriki

### Événements
- La Cacophonie du Donbass (Какофония Донбасса) d'Igor Minaiev
- L'Été (Лето) de Kirill Serebrennikov
- Mira (мира) de Denis Chabaev
- Moscou ne croit pas aux larmes (Москва слезам не верит) de Vladimir Menchov

### Documentaires
- Oscar (Оскар) d'Alexandre Smolianski et Evgueni Tsimbal
- Les Ours du Kamtchatka. Début d'une vie (Медведи Камчатки. Начало жизни) de Vladislav Grichine et Irina Jouravliova
- Manger à la soviétique (Еда по-советски) de Boris Karadjev
- Nation (Нация) de Youlia Mironova
- The Road movie (Дорога) de Dmitri Kalachnikov
- Pour la Russie pour la foi (За Русь За веру) de Alexeï Zelenski
- L'Âme rouge (De rode ziel) de Jessica Gorter
- L'Amour en Sibérie de Olga Delane
- Vostok n°20 e Elisabeth Silveiro

## Palmarès
- Prix du meilleur film : L'homme qui a surpris tout le monde de Natalia Merkoulova et Alexeï Tchoupov.
- Prix du meilleur scénario : Jump d'Ivan Tverdovski.
- Prix du meilleur acteur : Evgueni Tsiganova pour son rôle dans L'homme qui a surpris tout le monde.
- Prix de la meilleure actrice : Natalia Koudriachov pour son rôle dans L'homme qui a surpris tout le monde.
- Prix du meilleur premier film : Les Rivières profondes de Vladimir Bitokov.
- Prix du public : Le Sang d'Artem Temnikov.

### Autres prix
- Prix du meilleur documentaire (Attribué par la compagnie Cindédoc) : Oscar d'Alexandre Smolianski et Evgueni Tsimbal.
- Prix du film le plus pacifique (attribué par le Fond Russe pour la paix de la région d'Ivanovo) :